# Parthenicus mundus
Parthenicus mundus är en insektsart som beskrevs av Van Duzee 1923. Parthenicus mundus ingår i släktet Parthenicus och familjen ängsskinnbaggar. Inga underarter finns listade i Catalogue of Life.